# Jieyang
Jieyang (chiń. 揭阳; pinyin Jiēyáng) – miasto o statusie prefektury miejskiej w południowych Chinach, w prowincji Guangdong. W 2010 roku liczba mieszkańców miasta wynosiła 1 586 793. Prefektura miejska w 1999 roku liczyła 5 688 708 mieszkańców.